# Bodon József
Bodon József (Rimaszombat, 1845. szeptember 29. – Rimaszombat, 1908. február 10.) novellaíró, a Petőfi Társaság tagja.

## Életpályája
Az 1870-es évek elején Pestre költözött, ahol egy kis ideig ügyvédként dolgozott. Szívbaja miatt azonban 1880-ban ismét vidékre költözött és ezután keveset írt. Szépirodalmi lapok (Koszorú, Vasárnapi Ujság stb.) 1876-tól gyakran közölték elbeszéléseit. Két seb című regényét a Petőfi Társaság közölte lapjában, az Anyátlan címűt a Nemzeti Hirlap közölte az 1870-es évek végén.
Az Eger című hetilap a következőkről számol be 1884. április 17-ei számában: "Bodon Józefnek, a „Gyöngyösi lapok“ szerkesztőjének, kit a budapesti fenyitőtörvényszék, mint sajtóbiróság, esküdtszéki verdict alapján, Bácskay Julcsa szinésznő ellenében elkövetett  becsületsértésért, öt havi fogházra ítélt, s ki büntetésének kiállását már megkezdette, a büntetés hátralevő részét a király elengedte, a kegyelemért a Petőfi-társaság folyamodott, melynek rendes tagja. Ez az első eset, hogy sajtóvétségért elitélt, kegyelmet nyert."

## Önállóan megjelent munkái
- Elbeszélések (Budapest, 1878)
- A magyar nemzet története. I. kötet. 1-4. könyve. (Budapest, 1878)
- Az életből (elbeszélések, 1883)
- Négy eredeti elbeszélés (év nélkül)

Néhány elbeszélését németre is lefordították, az egyik, A galagonya bokor az Auf der Höhe-ben pályadíjat nyert.